# E-Brasileirão 2019
O e-Brasileirão de 2019 foi um torneio de Pro Evolution Soccer 2020 (PES 2020) disputado no console PlayStation 4 e organizado pela Confederação Brasileira de Futebol (CBF). Foi a quarta edição do e-Brasileirão, uma competição inaugurada em 2016. Esta, por sua vez, foi disputada por mais de 24 mil jogadores, representando os vinte participantes do campeonato nacional.
Na primeira prévia, os jogadores disputaram jogos via online, qualificando vinte representantes para as fases seguintes. No dia 7 de dezembro, os jogos da segunda fase foram realizados. Os representantes de Athletico Paranaense, Avaí, Flamengo, Fortaleza, Internacional, Palmeiras, São Paulo e Vasco se qualificaram para os confrontos eliminatórios. Na decisão, o jogador Thiago Engel, do São Paulo, venceu Joel Assis, do Fortaleza, e conquistou o primeiro título do clube.

## Antecedentes
O e-Brasileirão foi inaugurado em 2016, depois que a Confederação Brasileira de Futebol assinou com três patrocínios para a realização da competição virtual. Na primeira edição, mais de oito mil jogadores se inscreveram para a fase prévia, e foi conquistada pelo Santos do representante Guilherme "GuiFera" Fonseca. As duas edições seguintes foram vencidas por Cláudio Henrique, o Henryquinho, representante do Cruzeiro.

## Resumo
A edição de 2019 do e-Brasileirão foi disputada por mais de 24 mil jogadores, usando o PES 2020 no console PlayStation 4. Na primeira fase, os participantes jogaram via online. A competição teve prosseguimento nos dias 7 e 8 de dezembro, quando ocorreu os embates na sede da Confederação Brasileira de Futebol, localizada na Barra da Tijuca. Na segunda fase, os vinte representantes dos clubes do campeonato nacional foram divididos em quatro grupos, enfrentando os adversários do próprio grupo em turno único. No primeiro grupo, os representantes de Flamengo e Fortaleza classificaram como líder e vice líder, respectivamente. Fluminense, Grêmio e Santos foram desqualificados. Já o segundo grupo terminou com Palmeiras e Vasco com nove pontos cada, eles foram seguidos por Goiás (seis pontos), Atlético Mineiro e Chapecoense (ambos com três pontos). No terceiro grupo, o representante do Avaí triunfou em seus quatro jogos e se qualificou. A segunda vaga foi decidida na última rodada, o Ceará foi derrotado para o Avaí e perdeu a segunda colocação no saldo de gols para o Athletico Paranaense, que havia vencido o Corinthians. Por fim, o último grupo definiu Internacional e São Paulo como os qualificados. A equipe paulista venceu, na última rodada, o Botafogo em um jogo direto pela classificação. Além do representante do clube carioca, Bahia e Cruzeiro foram eliminados.
As quartas de final iniciou com o embate entre Thiago Engel, do São Paulo, e Leonardo Rodrigues, do Flamengo, com o são-paulino saindo vitorioso no placar agregado. Em outro confronto, Eduardo Spek venceu o vascaíno Kaique Bernardo, com uma goleada por 9 a 3 no segundo jogo, classificando o Avaí. No outro chaveamento, Alex Siqueira, do Athletico Paranaense, eliminou o palmeirense Maycon Douglas com uma vitória no agregado (3 a 2), enquanto que o representante do Fortaleza, Joel Assis, trinfou pelo placar mínimos em ambos os jogos contra Wellington Pereira, do Internacional. Nas semifinais, o são paulino eliminou Eduardo Spek, enquanto Joel Assis venceu Wellington Pereira. Com os resultados, Fortaleza e São Paulo realizaram a decisão da competição, o representante paulista venceu ambos os jogos e conquistou o título do e-Brasileirão e o prêmio de vinte mil reais.

## Resultados

### Primeira fase
Os representantes de cada clube para as fases seguintes foram:
- Alex Siqueira de Souza (Athletico Paranaense)
- Carlos Luiz Coelho Gonçalves Rufino (Atlético Mineiro)
- Eduardo Spek de Freitas (Avaí)
- Tiago Passos dos Santos  (Bahia)
- Markston Suelykovyk da Silva Soares Santos (Botafogo)
- João Victor Ferreira Lopes (Ceará)
- Stevan dos Santos (Chapecoense)
- Felipe Forato Pereira (Corinthians)
- Filipe Henrique Barbosa (Cruzeiro)
- Guilherme Germano Mello (CSA)
- Leonardo Antonio Rodrigues de Souza (Flamengo)
- Ralph Antônio Pimentel Monteiro Júnior (Fluminense)
- Joel Melo Assis (Fortaleza)
- Allisson Rafael da Silva Pereira (Goiás)
- Pedro Mário Steglich Zogbi (Grêmio)
- Wellington Pereira da Silva (Internacional)
- Maycon Douglas Barbosa Alves (Palmeiras)
- Matheus de Souza Santana (Santos)
- Thiago Sérgio Engel (São Paulo)
- Kaique Bernardo da Silva  (Vasco da Gama)

### Segunda fase
| Pos | Equipe     | Pts | J | V | E | D | GP | GC | SG |
| --- | ---------- | --- | - | - | - | - | -- | -- | -- |
| 1º  | Flamengo   | 10  | 4 | 3 | 1 | 0 | 10 | 5  | +5 |
| 2º  | Fortaleza  | 9   | 4 | 3 | 0 | 1 | 10 | 4  | +6 |
| 3º  | Santos     | 4   | 4 | 1 | 1 | 2 | 6  | 13 | –7 |
| 4º  | Fluminense | 3   | 4 | 1 | 0 | 3 | 7  | 8  | –1 |
| 5º  | Grêmio     | 3   | 4 | 1 | 0 | 3 | 7  | 10 | –3 |

| Pos | Equipe           | Pts | J | V | E | D | GP | GC | SG |
| --- | ---------------- | --- | - | - | - | - | -- | -- | -- |
| 1º  | Palmeiras        | 9   | 4 | 3 | 0 | 1 | 10 | 6  | +4 |
| 2º  | Vasco da Gama    | 9   | 4 | 3 | 0 | 1 | 10 | 7  | +3 |
| 3º  | Goiás            | 6   | 4 | 2 | 0 | 2 | 9  | 8  | +1 |
| 4º  | Atlético Mineiro | 3   | 4 | 1 | 0 | 3 | 7  | 9  | –2 |
| 5º  | Chapecoense      | 3   | 4 | 1 | 0 | 3 | 2  | 8  | –6 |

| Pos | Equipe               | Pts | J | V | E | D | GP | GC | SG |
| --- | -------------------- | --- | - | - | - | - | -- | -- | -- |
| 1º  | Avaí                 | 12  | 4 | 4 | 0 | 0 | 12 | 4  | +8 |
| 2º  | Athletico Paranaense | 7   | 4 | 2 | 1 | 1 | 8  | 6  | +2 |
| 3º  | Ceará                | 7   | 4 | 2 | 1 | 1 | 7  | 7  | 0  |
| 4º  | Corinthians          | 1   | 4 | 0 | 1 | 3 | 7  | 11 | –4 |
| 5º  | CSA                  | 1   | 4 | 0 | 1 | 3 | 4  | 10 | -6 |

| Pos | Equipe        | Pts | J | V | E | D | GP | GC | SG |
| --- | ------------- | --- | - | - | - | - | -- | -- | -- |
| 1º  | Internacional | 10  | 4 | 3 | 1 | 0 | 12 | 5  | +7 |
| 2º  | São Paulo     | 9   | 4 | 3 | 0 | 1 | 9  | 8  | +1 |
| 3º  | Botafogo      | 5   | 4 | 1 | 2 | 1 | 8  | 6  | +2 |
| 4º  | Bahia         | 2   | 4 | 0 | 2 | 2 | 4  | 8  | –4 |
| 5º  | Cruzeiro      | 1   | 4 | 0 | 1 | 3 | 8  | 14 | –6 |

### Fase final
|  | Quartas de final     | Quartas de final | Quartas de final | Quartas de final |   |                      | Semifinais    | Semifinais    | Semifinais    | Semifinais    |  |           | Final         | Final         | Final         | Final         |  |  |
|  | 8 de dezembro        | 8 de dezembro    | 8 de dezembro    | 8 de dezembro    |   |                      | 8 de dezembro | 8 de dezembro | 8 de dezembro | 8 de dezembro |  |           | 8 de dezembro | 8 de dezembro | 8 de dezembro | 8 de dezembro |  |  |
|  |                      |                  |                  |                  |   |                      |               |               |               |               |  |           |               |               |               |               |  |  |
|  | Flamengo             | 3                | 1                | 4                |   |                      |               |               |               |               |  |           |               |               |               |               |  |  |
|  | São Paulo            | 3                | 3                | 6                |   |                      |               |               |               |               |  |           |               |               |               |               |  |  |
|  | São Paulo            | 3                | 3                | 6                |   | São Paulo            | 4             | 2             | 6             |               |  |           |               |               |               |               |  |  |
|  |                      |                  |                  |                  |   | São Paulo            | 4             | 2             | 6             |               |  |           |               |               |               |               |  |  |
|  |                      | Avaí             | 2                | 2                | 4 |                      |               |               |               |               |  |           |               |               |               |               |  |  |
|  | Avaí                 | Avaí             | 2                | 2                | 4 | 3                    | 9             | 12            |               |               |  |           |               |               |               |               |  |  |
|  | Avaí                 |                  |                  |                  |   | 3                    | 9             | 12            |               |               |  |           |               |               |               |               |  |  |
|  | Vasco da Gama        | 2                | 3                | 5                |   |                      |               |               |               |               |  |           |               |               |               |               |  |  |
|  | Vasco da Gama        | 2                | 3                | 5                |   |                      |               |               |               |               |  | São Paulo | 2             | 4             | 6             |               |  |  |
|  |                      |                  |                  |                  |   |                      |               |               |               |               |  | São Paulo | 2             | 4             | 6             |               |  |  |
|  |                      | Fortaleza        | 1                | 2                | 3 |                      |               |               |               |               |  |           |               |               |               |               |  |  |
|  | Palmeiras            | Fortaleza        | 1                | 2                | 3 | 2                    | 0             | 2             |               |               |  |           |               |               |               |               |  |  |
|  | Palmeiras            |                  |                  |                  |   | 2                    | 0             | 2             |               |               |  |           |               |               |               |               |  |  |
|  | Athletico Paranaense | 1                | 2                | 3                |   |                      |               |               |               |               |  |           |               |               |               |               |  |  |
|  | Athletico Paranaense | 1                | 2                | 3                |   | Athletico Paranaense | 1             | 1             | 2             |               |  |           |               |               |               |               |  |  |
|  |                      |                  |                  |                  |   | Athletico Paranaense | 1             | 1             | 2             |               |  |           |               |               |               |               |  |  |
|  |                      | Fortaleza        | 2                | 3                | 5 |                      |               |               |               |               |  |           |               |               |               |               |  |  |
|  | Internacional        | Fortaleza        | 2                | 3                | 5 | 0                    | 0             | 0             |               |               |  |           |               |               |               |               |  |  |
|  | Internacional        |                  |                  |                  |   | 0                    | 0             | 0             |               |               |  |           |               |               |               |               |  |  |
|  | Fortaleza            | 1                | 1                | 2                |   |                      |               |               |               |               |  |           |               |               |               |               |  |  |